# Thais Herédia
Thais Herédia Figueiredo (Brasília, 26 de dezembro de 1969) é uma jornalista brasileira. Formada pela Universidade de Brasília, trabalha como comentarista de economia da CNN Brasil e também atua como palestrante.

## Biografia
Formada em Comunicação Social e Jornalismo pela Universidade de Brasília (UNB), começou a carreira como jornalista no Correio Braziliense e também como repórter da TV Brasília. Thais ainda colecionou passagens como repórter da Rede Bandeirantes em Brasília e analista de economia do SBT.
A jornalista também possui mestrado em Produtos Financeiros, Derivados e Economia, concluído em 2005, e em Mercado de Retalho, em 2007, ambos pela Fundação Instituto de Administração (FIA) de São Paulo. Foi também assessora de imprensa do Banco Central, durante o período em que a entidade foi comandada por Armínio Fraga Neto.
Entre 2006 e 2008, a jornalista trabalhou como repórter de economia do Bom Dia Brasil, na TV Globo. Durante este tempo também foi gerente de comunicação corporativa do Carrefour, onde foi responsável pela criação da área de comunicação externa do grupo.
Em 2010, retornou ao Grupo Globo, onde virou colunista de economia do portal G1 e da GloboNews, onde foi comentarista do GloboNews em Pauta direto de São Paulo. Thais deixou o canal em 2017 após a direção da GloboNews decidir encerrar o contrato da jornalista. Após a demissão, se tornou colunista do canal MyNews.
Em 2019, foi contratada pelo Grupo Bandeirantes para atuar como colunista de economia do Jornal Gente, na Rádio Bandeirantes. Após um ano, a jornalista deixou a rádio e foi contratada pela recém-criada CNN Brasil para atuar como colunista de economia do canal. Atuou como analista de economia do Jornal da CNN ao lado de William Waack e também apresentou o CNN Money.
Em 2023, Thais pediu demissão da CNN após três anos, e foi contratada pelo canal BM&C News. Porém, quatro meses depois, a jornalista foi recontratada pela CNN.

## Curiosidades
Quando ainda cursava jornalismo na Universidade de Brasília, Thais apareceu no videoclipe da música Nega Jurema, da banda brasiliense Raimundos, como uma modelo.